# 贵州琼楠
贵州琼楠（学名：Beilschmiedia kweichowensis）为樟科琼楠属下的一个种。其种加词“kweichowensis”意为“贵州的”。